# Neomochtherus monobius
Neomochtherus monobius är en tvåvingeart som först beskrevs av Speiser 1910.  Neomochtherus monobius ingår i släktet Neomochtherus och familjen rovflugor.
Artens utbredningsområde är Tanzania. Inga underarter finns listade i Catalogue of Life.